# Igor Astarloa
Igor Astarloa Askasibar (San Sebastián, 29 marzo 1976) è un ex ciclista su strada spagnolo di origine basca, professionista dal 2000 al 2009 e campione del mondo in linea nel 2003 a Hamilton.

## Carriera
Passò professionista nel 2000 con la squadra italiana Mercatone Uno-Albacom, e nei due anni subito seguenti ottenne tre vittorie, due delle quali al Brixia Tour. Le sue caratteristiche da corridore di un giorno lo portarono a vincere nel 2003 prima la Freccia Vallone e poi, il 12 ottobre, la prova in linea del campionato del mondo su strada di Hamilton, in Canada: qui, grazie ad uno scatto a tre chilometri dall'arrivo, riuscì a precedere per soli 5 secondi tre ciclisti del calibro di Alejandro Valverde, Peter Van Petegem e Paolo Bettini. In quella stessa stagione si guadagnò il trasferimento dalla Saeco Macchine per Caffè, per cui correva dal 2002, alla Cofidis.
Per la questione doping che colpì la squadra francese, fu costretto a lasciarla in quello stesso 2004, per approdare alla corte di Giuseppe Saronni nella squadra Lampre. Negli anni seguenti non riuscì più a trovare la forma per tornare ai livelli del 2003, conquistando comunque, dopo il passaggio al Team Barloworld, la Milano-Torino 2006.
Nel 2008, in forza al Team Milram, partecipò al Giro d'Italia, ritirandosi però dopo la prima tappa; alla fine di maggio venne quindi licenziato dalla squadra per "valori sanguinei irregolari". Annunciò il ritiro dall'attività agonistica nel gennaio 2010.

## Palmarès
- 2001 (Mercatone Uno, una vittoria)

Gran Premio Primavera
- 2002 (Saeco, due vittorie)

2ª tappa Brixia Tour (Lumezzane > San Vigilio di Concesio)
Classifica generale Brixia Tour
- 2003 (Saeco, tre vittorie)

Freccia Vallone
3ª tappa Volta a la Comunitat Valenciana (Onda > Sagunto)
Campionati del mondo, Prova in linea
- 2004 (Cofidis, una vittoria)

1ª tappa Brixia Tour (San Vigilio di Concesio > Toscolano Maderno)
- 2005 (Barloworld, una vittoria)

2ª tappa Vuelta Burgos (Lerma > Miranda de Ebro)
- 2006 (Barloworld, una vittoria)

Milano-Torino

### Altri successi
- 2004

Classifica a punti Brixia Tour
- 2005

Classifica a punti Vuelta a Burgos

## Piazzamenti

### Grandi Giri
- Giro d'Italia

2002: 53º
2004: 56º
2006: ritirato (2ª tappa)
- Vuelta a España

2001: ritirato (10ª tappa)
2002: 63º
2003: ritirato (11ª tappa)
2004: ritirato (12ª tappa)

### Classiche monumento
- Milano-Sanremo

2001: 128º
2002: 162º
2003: 37º
2004: 6º
2006: 11º
2007: 72º
- Giro delle Fiandre

2004: 36º
- Liegi-Bastogne-Liegi

2001: 11º
2002: 57º
2003: 35º
2006: 21º
2007: ritirato
2008: ritirato
- Giro di Lombardia

2002: 23º
2003: ritirato
2004: ritirato

### Competizioni mondiali
- Campionato del mondo

Valkenburg 1998 - In linea Under-23: 69º
Zolder 2002 - In linea Elite: 59º
Hamilton 2003 - In linea Elite: vincitore
Verona 2004 - In linea Elite: 64º
Madrid 2005 - In linea Elite: 62º
- Giochi olimpici

Atene 2004 - In linea: ritirato